# Sambesi-Rußmeise

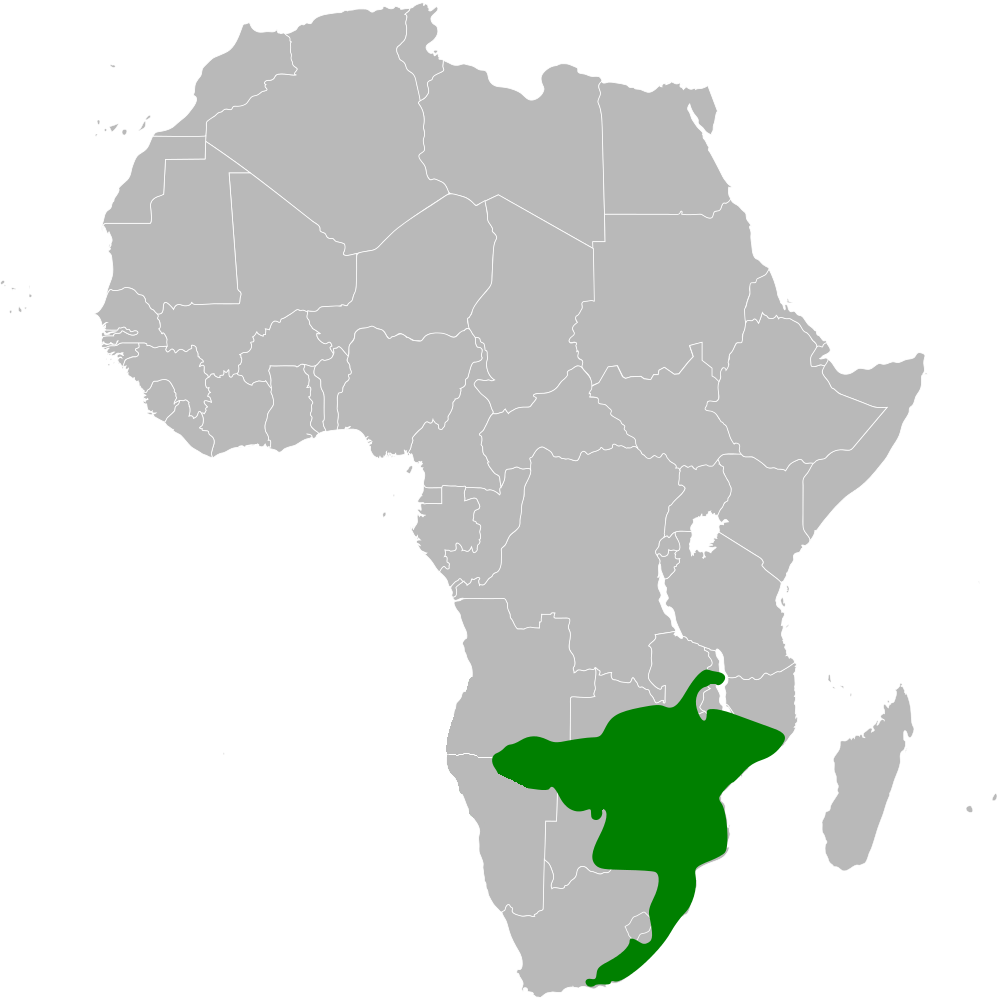
Das Verbreitungsgebiet der Sambesi-Rußmeise im südlichen Afrika.

Die Sambesi-Rußmeise (Melaniparus niger; lat. niger ‚schwarz‘) ist eine Vogelart aus der Familie der Meisen (Paridae), die im südlichen Afrika vorkommt. Die Art wurde einige Zeit als konspezifisch mit der Weißmantel-Rußmeise (M. leucomelas) angesehen. Beide Arten hybridisieren in der Überschneidungszone ihrer Verbreitungsgebiete in Malawi und Sambia aber nicht miteinander und sind somit eindeutig unterschiedliche Arten.

## Merkmale
Die Sambesi-Rußmeise erreicht eine Länge von 15–16 cm und ein Gewicht von 17,2–26 g und ist damit eine relativ große Meisenart. Die Vögel sind bis auf einige weiße Partien auf den Flügeln und an ihren Enden fast völlig schwarz gefärbt. Die Iris ist braun, der Schnabel ist schwarz, Beine und Füße sind dunkel schiefergrau, grau oder blaugrau. Bei den Männchen schimmert das Gefieder leicht bläulich, Weibchen sind matter gefärbt und ihr Bauch und andere Bereiche können auch dunkelgrau getönt sein. Jungvögel sind auf der Rückenseite dunkelbraun gefärbt.
Die Sambesi-Rußmeise unterscheidet sich von der im nordwestlichen Namibia vorkommenden Carprußmeise (M. carpi) durch ihre etwas größere Maximalgröße, den längeren Schwanz, die kleineren weißen Bereiche auf den Flügeln, die etwas grauer getönte Unterseite und die ausgedehnteren weißen Schwanzspitzen.

## Unterarten und Verbreitung
Es werden drei Unterarten unterschieden:
- M. n. xanthostomus (Shelley, 1892) – südöstliches Angola, Zentrum und Süden von Sambia, Südwesten von Tansania, Nordosten von Namibia, Norden und Osten von Botswana und Norden Südafrikas (Provinz Nordwest).
- M. n. ravidus (Clancey, 1964) – östliches Zambia, Malawi, Simbabwe und mittleres Mozambique, Provinz Limpopo.
- M. n. niger (Vieillot, 1818) – Süden von Mozambique, Eswatini und östliches Südafrika (südlich bis Eastern Cape).

Bei M. n. ravidus sind die weißen Ränder der Flügel breiter als bei der Nominatform und die Weibchen sind heller mit einer bläulichgrauen Bauchseite. Bei M. n. xanthostomus ist die Bauchseite heller als bei der Nominatform.
Die Sambesi-Rußmeise gibt verschiedene, wie “jee-jee-jee-jee-jee”, “tsi-tsi-chacha”, “tit-si-chachacha”, “jrrr-jrrr-jrrr…” , “chrrr-chrrr-chrrr”, “chew-ri, chew-ri, chew-ri”, “peeoo-pu-peeoo”, “cheru-cheru-cheru” , “phee-cher, phee-cher” oder “chip-we, chip-we, chip-we, pi-cher, pi-cher, pi-cher, tiroo, tiroo, tiroo, peetit-woo, peetit-woo, peetit-woo, pee-wirrit, pee-wirrit, pee-wirrit…” klingende Laute oder Gesänge von sich.

## Lebensraum
Die Sambesi-Rußmeise kommt in Savanne, Waldsavannen und Wäldern mit Beständen von Mopane (Colophospermum) und Miombo Brachystegia vor, in Trockenwäldern und Dickichten mit Baikiaea, Combretum und Burkea africana, in Akazien-Dickichten, sowie in Parks und Gärten vor. Ihre Höhenverbreitung reicht bis 1070 Metern. Im nördlichen Teil ihres Verbreitungsgebietes wird sie in von Brachystegia dominierten Wäldern durch die Rostbauch-Rußmeise (P. rufiventris) abgelöst.

## Lebensweise
Die Sambesi-Rußmeise lebt in kleinen Gruppen, möglicherweise sind das nah miteinander verwandte Tiere; außerhalb der Brutzeit auch in gemischten Gruppen zusammen mit anderen Vogelarten. Auf Nahrungssuche streifen die Vögel weit umher und legen dabei bis zu 10 km am Tag zurück. Dabei werden die obersten und mittleren Baumschichten sowie die Borke des Stamms abgesucht. Sambesi-Rußmeisen ernähren sich vor allem von kleinen Wirbellosen, darunter sind Käfer, Wenigborster, Motten und Spinnen, ausfliegende Termiten, die im Flug gefangen werden, aber auch Samen, Feigen und die Beeren von Riemenblumengewächsen werden verzehrt. Außerdem nehmen sie Nektar von Aloenblüten zu sich, besonders von Aloe barberae und Aloe ferox. Die Jungvögel werden vor allem mit Raupen gefüttert, auch mit Raupen, die toxische Haare besitzen.

## Fortpflanzung
Die Sambesi-Rußmeise vermehrt sich von August bis Januar. Sie ist monogam. Das aus Pflanzenfasern, Flechten und Haaren bestehende Nest wird in einer 2 bis 5 Metern über dem Erdboden gelegenen, natürlichen oder von Spechten oder Afrikanischen Bartvögeln aufgegebenen Baumhöhle ausschließlich vom Weibchen gebaut. Das Gelege besteht in der Regel aus 4 bis 5 Eiern. Es wird nur vom Weibchen über einen Zeitraum von 14 bis 15 Tagen bebrütet. Die geschlüpften Nestlinge werden auch vom Männchen und häufig auch von Jungvögeln aus vorherigen Bruten gefüttert. Nach etwa 24 Tagen sind die Jungvögel flügge. Sie werden danach noch einige Zeit weiter gefüttert und verbleiben im Territorium der Eltern noch bis zu 9 Monaten. Gelegentlich legt der Große Honiganzeiger, ein obligatorischer Brutparasit, seine Eier in die Nester der Sambesi-Rußmeise.

## Gefährdung
Die Sambesi-Rußmeise gilt als ungefährdet. Ihr Bestand in Südafrika wurde auf 10 Millionen Individuen geschätzt; in Mosambik sollen es 500.000 Exemplare sein. Für die nördliche Limpopo-Provinz wurde eine Populationsdichte von 45 Individuen auf einer Fläche von 400 ha ermittelt.

## Belege
1. 1 2 3 4 5 6 7 8 9  
A. Gosler, P. Clement: Southern Black Tit (Melaniparus niger). In: J. del Hoyo, A. Elliott, J. Sargatal, D. A. Christie, E. de Juana (Hrsg.): Handbook of the Birds of the World Alive. Lynx Edicions, Barcelona 2017. (Abgerufen von https://birdsoftheworld.org/bow/species/soublt1/cur/introduction am 25. Oktober 2017).
2. ↑  
Melaniparus niger in der Roten Liste gefährdeter Arten der IUCN 2023.1. Eingestellt von: BirdLife International, 2018. Abgerufen am 22. Januar 2024.